# Schareholmane
Les Schareholmane sont un archipel inhabité de Norvège, dans le Sud-Est du Svalbard, à 30 km au sud d'Edgeøya. L'archipel fait partie des Tusenøyane.

## Géographie
L'archipel est formé de trois îles : 
- Kvalbeinøya : la plus grande et la plus à l'ouest de l'archipel.
- Blokkøya : située au sud de Kvalbeinøya.
- Havmerra avec quatre îlots non nommés.

auxquelles il faut ajouter :
- Havsteinen : un îlot situé 4 km au nord (altitude maximum : 5 m).
- Skråholmen : un îlot situé 4 km au nord-est, qui possède le point culminant de l'archipel (25 m), ainsi que deux îlots non nommés.

L'archipel des Brækmoholmane se trouve à environ 10 km au nord-est, l'archipel des Tiholmane à 5 km à l'ouest.

## Histoire
L'archipel doit son nom à Christian Schare, un marin chasseur de baleine. Le 3 septembre 1833, lui et ses quatre hommes d'équipage perdent leur navire et se retrouvent obligés d'hiverner sur ces îles inhospitalières. Quatre des cinq naufragés sont sauvés le 22 juin 1834.